# Apataniana vardusia
Apataniana vardusia là một loài Trichoptera trong họ Apataniidae. Chúng phân bố ở miền Cổ bắc.